# 25337 Elisabetta
25337 Elisabetta este o planetă minoră (asteroid) din centura de asteroizi. A fost descoperită pe 6 august 1999 la Ceccano de Gianluca Masi⁠(d). 
Obiectul prezintă o orbită caracterizată de o semiaxă mare de 1,919211 UAi, o excentricitate de 0,07, o înclinație de 23,98878 ° în raport cu ecliptica.